# 부다페스트 16구
부다페스트 16구(헝가리어: Budapest XVI. kerülete)는 헝가리 부다페스트를 구성하는 23개의 구 중 하나다.